# Кејси Новак
Кејси Новак је измишљени лик у серији Ред и закон: Одељење за специјалне жртве који тумачи Дајен Нил. Она је једина помоћница окружног тужиоца (ПОТ) која се појавила у пет узастопних сезона у било којој Ред и закон серији и трећа ПОТ по дужини појављивања у целој франшизи.

## О лику
Кејси Новак је млада и усредсређена помоћница окружног тужиоца која је у тужилаштву Менхетна од 2001. Откривено је на почетку пете сезоне да је дипломирала на Правном факултету „Харвард”, што се види на плочи у њеној пословници. Иако је понекад дубоко погођају ужасни злочини са којима се суочава на послу, она често не открива своја осећања. Иако је брзо изгубила невиност пошто се бави сексуалним деликтима, она и даље показује нелагоду када се бави сивим областима људске укључености, више волећи слово закона него неуредност сваке појединачне стварности. Ипак, Новакова има 71 посто успеха у тужбама, док је просек за тужиоце 44 посто. Новакова је склона да замагли границу између ПОТ-а и детектива, што је приказано у епизоди „Нагла” у 9. сезони у којој је Новакова у суштини водила истрагу.
Откривено је да је на последњој години права, Новакова била верена за извесног Чарлија који је боловао од шизофреније. Раскинула је везу када су његови симптоми постали толико јаки да је осећала да више није безбедна са њим. Године 2002. Чарли ју је напао у њеном дому током психотичне епизоде. Она је убедила полицију да не подноси тужбу, али је раскинула везу. На крају је постао бескућник и пронађен је мртав као НН лице у пролеће 2007. године. Она је касније развила дубоко саосећање према душевним болесницима. Током кривичног гоњења случаја, она је намерно минирала саслушање о надлежности за шизофреничног силоватеља деце како би се избегло његово изручење Луизијани где би се суочио са казном смрти. Нови тужилац Менхетна Џек Мекој (Сем Вотерстон) је позвао Новаку у своју пословницу и запретио јој да ће јој дати отказ и избацити из коморе ако поново злоупотреби овлашћења тужилаштва.
У епизоди „Голијат” у 6. сезони, Новакова је изјавила да јако подржава америчку војску. Она објашњава да је њен отац био митраљезац у Хјуију током Вијетнамског рата. Његов хеликоптер се срушио три пута, а он је добио Љубичасто срце.
Новакова живи у стану на Горњој западној страни Њујорка. Она је католкиња. Некада је радила као конобарица како би платила факултет. Понекад је ишла бициклом на посао.
Новакова је риђокоса, иако је косу офарбала у јагода плаву и плаву током неких од својих појављивања. Такође је страствени играч софтбола и ударач. Она игра у екипи који се зове „Сексуални деликти”.

## Тужитељка при ОСЖ-у (2003−08)
Новакова је кривично гонио починиоце белих злочина пре него што је распоређена на пуно радно време у 16. испоставу у октобру 2003. године пошто је Александра Кабот (Стефани Марч), за коју се сматрало да је мртва, ушла у Програм заштите сведока. Током свог првог случаја, Новакова помаже екипи ОСЖ-а да спасе девојчицу од педофила. Након свог првог случаја, Новакова је тражила од окружног тужиоца Артура Бранча (Фред Далтон Томпсон) да је прераспореди јер сматра да не може да поднесе жестину кривичног гоњења сексуалних деликата, посебно оних почињених над децом. Бренч то одбија и говори да је већ неко време тражио некога за тај положај и мисли да је она савршен избор.
Новаковa je дошлa на лице места са ватреним оружјем, намеравајући да остави свој траг на oдeљењу, и одмах се супротставила детективима Елиоту Стаблеру (Кристофер Мелони) и Оливији Бенсон (Мариска Харгитеј) узимајући практичан приступ, преиспитујући њихов детективски рад и ометајући њихово испитивање осумњиченог. Предосћеај ју је водио ка спасавању детета закључаног у фрижидеру у првом случају и тада је освоијла поштовање екипе. Она је остала повучена и захтевна према детективима, међутим, све док капетан Дон Крејген (Ден Флорек) није водио искрен разговор са њом о неопходности да ради као екипа пошто је претходно радила са различитим полицајцима на сваком случају. Од шесте сезоне, међутим, направила је добар однос са детективима ОСЖ-а, посебно са Стаблером који је био бесан када је нападнута и претучена и ризиковао каријеру претећи човеку за кога је веровао да је то учинио.
Новакова има супротстављени однос са својом бившом надређеном и менторком Елизабет Донели (Џудит Лајт). У једном случају, Новакова ју је присилила (поступајући по Бренчовом наређењу) да се изузме из случаја. Повремено се налазила у супротности са тужиоцима са којима је раније радила. Као и њена претходница Александра Кабот, и она се повремено сукобљавала са строгом судиницом Леном Петровски (Џоана Мерлин).

## Одлазак
Пред крај девете сезоне објављено је да Дајен Нил напушта главну поставу. Неколико дана касније прочуло се да је добила отказ. Нилова је рекла да је „разговарала са екипом” о свом одласку. Међутим, она је одбила да каже да ли је добила отказ. „Гласине су гласине […] Волим екипу. Екипа воли мене. Заиста смо се слагали и зближили у протеклих пет година. И они увек пазе на мене и чувају ми леђа.”

Била сам дуже за неколико година од скоро било ког другог ПОТ-а [у универзуму Ред и закон]. Тако да сам сваке године био као, 'Хоћу ли после овога отићи?' Дик Волф је познат по томе што редовно мења своју главну поставу. И истина је да се заиста радујем будућности.

—Нилова o свом одласку из серије „Ред и закон: Одељење за специјалне жртве” у априлу 2008.
У последњој епизоди 9. сезоне „Хладноћа”, Новакова крши прописани поступак кршећи Брејдијева правила док је гонила подмићеног полицајца који је силовао две 14-годишње избеглице на црно и убио једну. Донелијева, сада судиница, позвала је Новакову у своје одаје и обавестила је да је тужилац одбио да поново поднесе тужбу против оптуженог због њених поступака. Донелијева је обавестила Новакову да је суочена са осудом правне коморе и укидањем дозволе за бављење правом на најмање годину дана.
У другој епизоди десете сезоне, ПОТ Ким Грејлек (Микајла Мекманус) тврди да је Новакова искључена због прекршаја.

## Повратак уОСЖ
Новакова се вратила у ОСЖ у епизоди „Надокнада” и открива да је осуђена, али није избачена из коморе. Дозовла јој је укинута на три године. У свом првом случају пошто се вратила у тужилаштво, она се нашла у сукобу са заменик окружног тужиоца Лос Анђелеса Џоом Декером (Теренс Хауард), који је заступао свог брата од тетке. Декер је цитирао Новакино претходно лоше понашање неколико пута током целе епизоде. Када је случај доспео на суд, председавајући судија биле је Лена Петровски коју је Новакова лагала на крају 9. сезоне. Када се Декеров брат од тетке противи договору закљученом на саслушању и рекао да је само провалио у женину кућу и да је није силовао, Петровска пита Новакову да ли она покушава да приведе другог оптуженог. Потресена Новакова одговара да су и окривљени и његов пуномоћник пристали на нагодбу. На крају су Новакова и Стаблер схватили да је оштећена измислила причу о силовању јер јој је то рекао њен деда. Новакова се потом нагодила са Декером за провалу у тужбу против његовог брата од тетке, а оштећена је ухапшена због кривоклетства.
Новакова се заједно са ПОТ Алекс Кабот вратила у Ред и закон: Одељење за специјалне жртве 13. сезони. Први пут је виђена у трећој епизоди сезоне „Рођена браћа”, у којој екипа ОСЖ-а истражује сина у пубертету високог политичког пара. Она улази у жестоку расправу са Бенсоновом пошто јој је рекла да је „искључена” на шта је Бенсонова одговорила да су Новакова и тужилаштво „изгубили живце”. Новакова је била тужитељка у четири епизоде током 13. сезоне и делила је дужности ПОТ-а са Каботовом, Мајклом Катером (Линус Роуч) и Дејвидом Хејденом (Хари Коник мл.). Последњи пут је виђена као главна тужитељка у епизоди „Дан заљубљених” у којој се бори против заступника Марвина Екслија (Рон Рифкин) који је бранио жену за коју је изгледало да је измислила сопствену отмицу.

## Појављивање у другим серијама
- Ред и закон: Суђење пред поротом — епизода: „Дан” (2005)